# (100650) 1997 WN4
(100650) 1997 WN4 es un asteroide perteneciente al cinturón de asteroides, descubierto el 20 de noviembre de 1997 por el equipo del Spacewatch desde el Observatorio Nacional de Kitt Peak, Arizona, Estados Unidos.

## Designación y nombre
Designado provisionalmente como 1997 WN4.

## Características orbitales
1997 WN4 está situado a una distancia media del Sol de 2,672 ua, pudiendo alejarse hasta 3,067 ua y acercarse hasta 2,276 ua. Su excentricidad es 0,147 y la inclinación orbital 2,923 grados. Emplea 1595,44 días en completar una órbita alrededor del Sol.
El próximo acercamiento a la órbita terrestre se producirá el 29 de octubre de 2063.

## Características físicas
La magnitud absoluta de 1997 WN4 es 15,9.